# Schweizerisches Sozialarchiv
Das Schweizerische Sozialarchiv (SSA) in Zürich ist ein seit 1906 bestehendes Archiv mit Spezialbibliothek, Dokumentationsstelle und Forschungsfonds für gesellschaftlichen, politischen und kulturellen Wandel sowie soziale Fragen und Bewegungen. Archiv und Bibliothek des Schweizerischen Sozialarchivs sind Bestandteil des Schweizerischen Inventars der Kulturgüter von nationaler Bedeutung.

## Profil und Bestand
Das Schweizerische Sozialarchiv bietet ein historisches Archiv, eine wissenschaftliche Spezialbibliothek und eine aktualitätsbezogene Dokumentation. Gesammelt werden Dokumente zu relevanten Gesellschaftsfragen mit Schwerpunkt auf der Schweiz seit dem 19. Jahrhundert. Dazu gehören Themen wie Arbeit, soziale und politische Bewegungen, Geschlechterverhältnisse, Generationen und Jugendszenen, Migration, Sozialpolitik, Umwelt und Verkehr sowie Krieg und Frieden vom frühen 19. Jahrhundert bis zur Gegenwart. Die Sammlung umfasst mehr als 190.000 Bücher, ca. 1400 digitale und analoge laufende Periodika, Archivalien, Handschriften, Plakate, Abzeichen, Objekte, rund 1,25 Millionen Zeitungsausschnitte, über 180.000 analoge und digitale Broschüren und Flugschriften, über 100.000 Ton- und Bilddokumente und ferner die Beteiligung am Webarchiv Schweiz sowie den Zeitungs- und Zeitschriftenportalen E-newspaperarchives.ch und E-Periodica und den Zugriff auf eine digitale Pressedokumentation. Aufbewahrt werden auch die Nachlässe von über 800 Körperschaften und etwa 150 Persönlichkeiten des öffentlichen Lebens (zum Beispiel Herman Greulich, Bundesrat Max Weber, James Schwarzenbach, Ota Šik, Hedi Lang, Helmut Hubacher). Zu den Körperschaftsarchiven zählen etwa die Archive gemeinnütziger Institutionen (zum Beispiel Schweizerische Gemeinnützige Gesellschaft, Pro Juventute, Pro Senectute, Winterhilfe Schweiz), der Schweizer Gewerkschaften (Schweizerischer Gewerkschaftsbund, Travail.Suisse und ihre Mitgliedsverbände und Vorläuferorganisationen) und Angestelltenverbände (zum Beispiel Kaufmännischer Verband Schweiz, Angestellte Schweiz, Schweizerischer Bankpersonalverband), der Umweltverbände (zum Beispiel WWF Schweiz, Greenpeace Schweiz), verschiedener politischer Parteien (zum Beispiel Sozialdemokratische Partei der Schweiz), Frauen- und Jugendorganisationen (zum Beispiel Schweizerischer Verband für Frauenstimmrecht, Cevi Schweiz), Menschenrechtsorganisationen (zum Beispiel Amnesty International Schweiz) und sozialer Bewegungen sowie Spezialsammlungen wie das Schwulenarchiv Schweiz, Frauen/Lesben-Archiv, Gretlers Panoptikum zur Sozialgeschichte, Rolling-Stones-Archiv, Archiv Schweiz-Osteuropa oder Russlandschweizer-Archiv. Hinzu kommen bedeutende Fotografennachlässe (etwa von Karlheinz Weinberger, Gertrud Vogler oder Ernst Koehli) und Plakatarchive (etwa der Werbeagentur 'Goal' mit ihren Aufträgen für die Schweizerische Volkspartei). 2020 bis 2022 war das Sozialarchiv wesentlich an der Sammlung von digitalen Dokumenten zur Corona-Krise beteiligt. Das Sozialarchiv ist national führend in der Sicherung überlieferungswürdiger sozialgeschichtlicher und politischer Unterlagen nichtstaatlicher Herkunft und verfügt über eine internationale Ausstrahlung.
Das Schweizerische Sozialarchiv sieht sich als Bindeglied zwischen Wissenschaft und Öffentlichkeit. Es fördert den Austausch durch öffentliche Veranstaltungen und Führungen, durch die Veröffentlichung von Sammelbänden zur Schweizer Geschichte, bibliographischen Werken und Publikationen, die spezielle Sammlungen behandeln, durch einen elektronischen Newsletter, durch Mitarbeit an themenbezogenen Webseiten und Digital-Humanities-Projekten (etwa zur direkten Demokratie, Alltagsgeschichte, Frauenbewegung, Sportgeschichte oder Corona-Krise), Ausstellungen sowie Einführungen für Studierende, Schülerinnen und Schüler, die die Vermittlung von Recherche- und Informationskompetenz sowie den Umgang mit digitalen Metadaten ins Zentrum stellen. Das Sozialarchiv ist ein Ort, an dem sich historische und gegenwartsorientierte Disziplinen begegnen. Es begreift sich als Teil der schweizerischen Archiv- und Bibliothekslandschaft und arbeitet mit verwandten Institutionen im In- und Ausland zusammen. Seit 1974 ist es eine von der Schweizerischen Eidgenossenschaft anerkannte Forschungsinfrastruktureinrichtung von nationaler Bedeutung. Das Sozialarchiv verfügt über einen eigenen Forschungsförderungsfonds (Forschung Ellen Rifkin Hill). Seit 2018 besteht eine Medienpartnerschaft mit NZZ Geschichte.

## Organisation
Träger des Sozialarchivs ist ein gemeinnütziger Verein. Präsident ist Professor Matthieu Leimgruber. Im Vorstand des Trägervereins sind unter anderem die wichtigsten Geldgeber, die Schweizerische Eidgenossenschaft sowie Kanton und Stadt Zürich vertreten. Daneben besteht ein wissenschaftlicher Beirat. Dieser besteht aus Gianni d’Amato (Universität Neuenburg), Alice Keller (Universitätsbibliothek Basel), Anja Kruke (Archiv der sozialen Demokratie, Bonn), Damir Skenderovic (Universität Freiburg CH) und Marcel van der Linden (International Institute of Social History, Amsterdam). Das Sozialarchiv beschäftigt rund 20 Archivare und Bibliothekare und ist Ausbildungsbetrieb für Fachpersonen I + D. Direktor ist seit 2014 Christian Koller.

## Benutzung
Die Benutzung des Sozialarchivs ist öffentlich und unentgeltlich. Die Bestände werden vor allem von Forschenden, Studierenden, dem Lehrkörper aus Geschichte, Sozial-, Kultur-, Wirtschafts- und Geisteswissenschaften, aber auch von Chronisten der Zeitgeschichte wie Journalisten intensiv genutzt. Mit jährlich rund 50.000 Eintritten in den Lesesaal wird das Sozialarchiv weit stärker benutzt als Institutionen von vergleichbarer Grösse. Die Bestände der Abteilung Bibliothek sind im Verbundkatalog Swisscovery der Swiss Library Service Platform nachgewiesen, die anderen Bestände sind über die entsprechenden Findmittel auf der Homepage recherchierbar.

## Geschichte
Das Sozialarchiv wurde 1906 auf Initiative des Pfarrers und Politikers Paul Pflüger als «Zentralstelle für soziale Literatur der Schweiz» gegründet. Vorbild war das «Musée social», ein sozial- und wirtschaftswissenschaftlicher Think Tank in Paris. Der erste Lesesaal wurde 1907 am Seilergraben in Zürich eröffnet (an seiner Stelle steht heute der Verwaltungstrakt der Zentralbibliothek Zürich). Schon 1919 wurde ein Umzug in grössere Räumlichkeiten im Chor der Predigerkirche notwendig. Besonders starken Zuwachs erhielt die seit 1942 «Schweizerisches Sozialarchiv» genannte Institution am Ende des Zweiten Weltkrieges. 1957 wurde ein Neubau am Neumarkt bezogen. Seit 1984 ist das Sozialarchiv beim Bahnhof Zürich Stadelhofen domiziliert. Zusätzliche Magazine befinden sich seit 2005 im Verwaltungszentrum «Werd» der Stadt Zürich.
In den Anfängen des Sozialarchivs trafen sich im Lesesaal Emigranten aus Russland und Deutschland. Zu ihnen zählte auch Lenin. In der Zwischenkriegszeit wurde das Archiv stark durch Intellektuelle genutzt, die vor den faschistischen Diktaturen in Deutschland und Italien geflüchtet waren. Nach dem Zweiten Weltkrieg waren osteuropäische Flüchtlinge häufig im Sozialarchiv anzutreffen (u. a. Literaturnobelpreisträger Alexander Solschenizyn). Im frühen 21. Jahrhundert hat das Sozialarchiv wesentliche Infrastrukturen zur Archivierung audiovisuellen und digitalen Kulturguts aufgebaut. Die Bereitstellung digitaler Forschungsdaten durch Archivierung genuin digitaler Quellen sowie Retrodigitalisierungen nimmt heute im Tätigkeitsfeld des Sozialarchivs einen wichtigen Platz ein. Zugleich haben die analogen Archivablieferungen stark zugenommen.

### Leiter des Sozialarchivs
- 1906–1909: Gustav Büscher
- 1909–1929: Sigfried Bloch (siehe Rosa Bloch)
- 1929–1941: Paul Kägi (siehe Regina Kägi-Fuchsmann)
- 1942–1966: Eugen Steinemann
- 1966–1968: Jakob Ragaz
- 1968–1987: Miroslav Tuček
- 1988–2014: Anita Ulrich
- seit 2014: Christian Koller